# Ga Hoegi
Ga Hoegi (Tiếng Hàn: 회기역, Hanja: 回基驛) là ga trung chuyển cho Tàu điện ngầm vùng thủ đô Seoul tuyến 1, Tuyến Gyeongui–Jungang và Tuyến Gyeongchun ở Hwigyeong-dong, Dongdaemun-gu, Seoul. Cả hai đường sắt nằm cạnh nhau, và được nối bởi cây cầu vượt. Nhà ga này rất gần trường Đại học Kyunghee, nằm về phía Tây Bắc ở đây.

## Bố trí ga
| ↑ Đại học Ngoại ngữ Hankuk | ↑Jungnang                         |
| １２ \|                    | ３４ \|                           |
| Cheongnyangni (Ga ngầm) ↓  | Cheongnyangni (Ga trên mặt đất) ↓ |

| １ | ● Tuyến 1                | Địa phương Tốc hành | ← Hướng đi Đại học Kwangwoon · Dongducheon · Yeoncheon |
| ２ | ● Tuyến 1                | Địa phương Tốc hành | → Hướng đi Incheon · Cheonan · Sinchang →              |
| ３ | ● Tuyến Gyeongui–Jungang | Địa phương Tốc hành | → Hướng đi Sangbong · Deokso · Yongmun →               |
| ３ | ● Tuyến Gyeongchun       | Địa phương Tốc hành | → Hướng đi Pyeongnae Hopyeong · Gapyeong · Chuncheon → |
| ４ | ● Tuyến Gyeongui–Jungang | Địa phương Tốc hành | ← Hướng đi Cheongnyangni · Yongsan · Munsan            |
| ４ | ● Tuyến Gyeongchun       | Địa phương Tốc hành | ← Hướng đi Cheongnyangni                               |

| Tuyến và hướng                         | Tuyến và hướng | Tuyến và hướng         | Chuyển tuyến nhanh |
| -------------------------------------- | -------------- | ---------------------- | ------------------ |
| Tuyến 1 (Hướng Yeoncheon)              | →              | Tuyến Gyeongui–Jungang | 4-3                |
| Tuyến 1 (Hướng Yeoncheon)              | →              | Tuyến Gyeongchun       | 4-3                |
| Tuyến 1 (Hướng Incheon, Sinchang)      | →              | Tuyến Gyeongui–Jungang | 7-2                |
| Tuyến 1 (Hướng Incheon, Sinchang)      | →              | Tuyến Gyeongchun       | 7-2                |
| Tuyến Gyeongui–Jungang (Hướng Yongmun) | →              | Tuyến 1                | 6-2                |
| Tuyến Gyeongchun (Hướng Chuncheon)     | →              | Tuyến 1                | 6-2                |
| Tuyến Gyeongui–Jungang (Hướng Munsan)  | →              | Tuyến 1                | 3-3                |
| Tuyến Gyeongchun (Hướng Cheongnyangni) | →              | Tuyến 1                | 3-3                |

## Vùng lân cận
- Lối thoát 1: Đại học Kyung Hee, Trường tiểu học Cheongnyang, Vườn ươm Hongneung
- Lối thoát 2: Cao đẳng điều dưỡng và sức khỏe Sahmyook, Đại học Seoul